# Barri de Salipota
El barri de Salipota és una obra del municipi de Súria (Bages) inclosa en l'Inventari del Patrimoni Arquitectònic de Catalunya.

## Descripció
Es tracta de l'únic barri del poble situat a l'altra banda del riu Cardener. Ubicat sobre una petita colina resta molt de temps quelcom allunyat de la resta del poble per motius de comunicació (problema solucionat actualment).

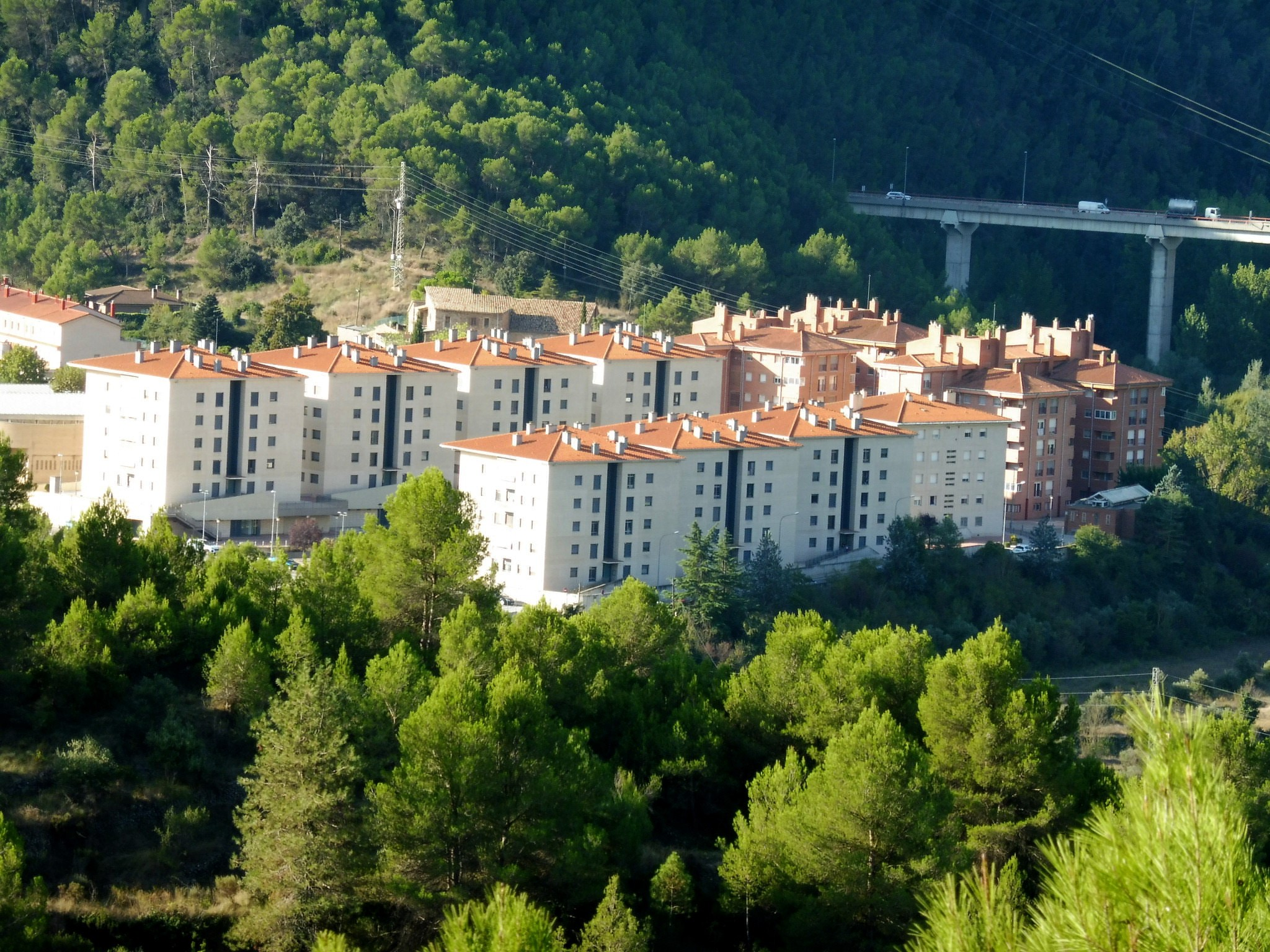
Nucli originari

Presenta dos tipus ben diferents de construccions. Una que és el nucli originari del barri, són blocs de 4 o 5 plantes amb dos pisos a cadascuna. Una escala central recorda tot el bloc i a cada replà hi ha un balcó obert al carrer. El material utilitzat és el totxo que està recobert amb guix i pintat. Són blocs rectangulars.
L'altra part la constitueixen tota una sèrie de torres ubicades al llarg d'un ample carrer, totes elles d'un estil diferent respectant però el ser de dos pisos i tenir una planta quadrada. Són torres unifamiliars, fetes amb totxo i pintades de diferents colors, i algunes amb un petit jardí.
En la prolongació d'aquest carrer hi ha blocs de forma rectangular de planta baixa i dos pisos i que alberguen cadascun quatre famílies. Són els més recents, realitzats aproximadament l'any 1980.

## Història
El barri ha passat per tres fases de creixement: aproximadament l'any 1956 quan es creen els blocs de pisos pels obrers de la mina, l'any 1976 quan els obrers comencen a fer-se les torres a la prolongació del barri, i darrerament l'any 1979-80 quan neixen els darrers blocs-torres a l'altre extrem del barri. Posteriorment es va detectar aluminosi en diversos habitatges però van ser remodelats.